# Нижнее Плуталово
Нижнее Плуталово — деревня в Зарайском районе Московской области, в составе муниципального образования сельское поселение Гололобовское (до 28 февраля 2005 года входила в состав Ерновского сельского округа).

## География
Нижнее Плуталово расположено в 11 км на восток от Зарайска, на запруженной реке Рудница, правом притоке реки Меча, высота центра деревни над уровнем моря — 159 м.

## Население
| 2002 | 2006 | 2010 |
| ---- | ---- | ---- |
| 1    | ↘0   | →0   |

## История
Нижнее Плуталово впервые в исторических документах упоминается в Платежных книгах 1594—1597 годов. На 1790 год в селе Плуталово, сельцах Среднее и Нижнее Плуталово вместе числилось 26 дворов, 247 жителей, в 1858 году — один двор, в нём четверо жильцов, в 1884 году — также один двор и 16 человек, в 1906 году — 12 дворов и 55 жителей. В 1930 году был образован колхоз «Объединенный труд», с 1961 года — в составе совхоза им. Калинина.